# Cryptobopyrus elongatus
Cryptobopyrus elongatus är en kräftdjursart som beskrevs av Schultz 1977. Cryptobopyrus elongatus ingår i släktet Cryptobopyrus och familjen Bopyridae. Inga underarter finns listade i Catalogue of Life.